# Championnat d'Europe de baseball 1995
Navigation
Édition précédente Édition suivante
Le championnat d'Europe de baseball 1995, vingt-quatrième édition du championnat d'Europe de baseball, a eu lieu du 7 au 16 juillet 1995 à Haarlem, aux Pays-Bas. Il a été remporté par l'équipe des Pays-Bas.